# Steinthaleben
Steinthaleben is een ortsteil van de Duitse gemeente Kyffhäuserland in de deelstaat Thüringen. Op 31 december 2012 fuseerde de tot dan toe zelfstandige gemeente met andere gemeenten uit de Verwaltungsgemeinschaft Kyffhäuser tot Kyffhäuserland.

## Geografie

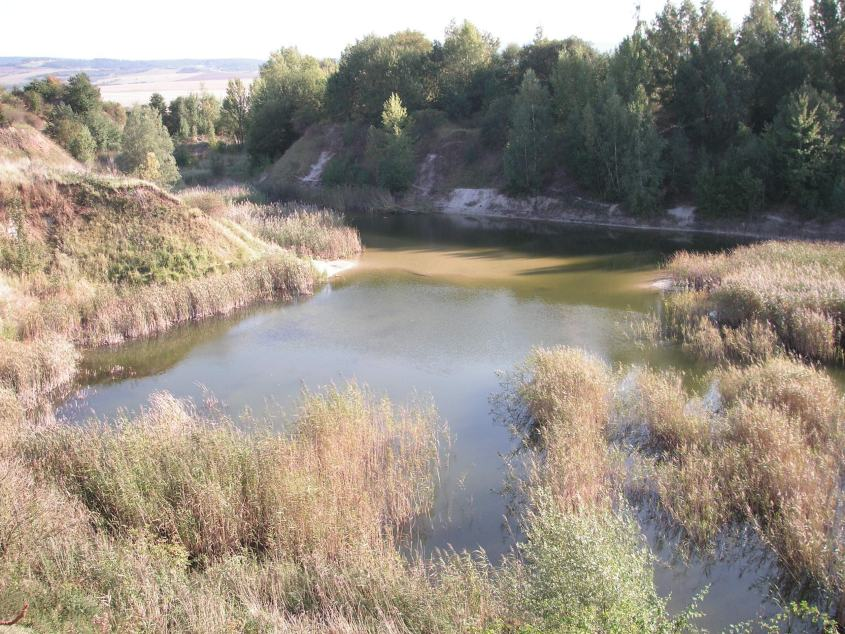
Voormalige steengroeve bij Steinthaleben

De plaats Steinthaleben ligt aan de zuidwestelijke rand van het Natuurpark Kyffhäuser. Het gehele westelijke deel van dit kleine, beboste Centraal Bergen gebied behoort tot de gemeente. Ongeveer 518 hectare ten zuiden en ten westen van het dorp worden gebruikt voor agrarische doeleinden. Het hoogste punt van het district Steinthaleben is de Kulpenberg met 473,4 m boven de zeespiegel.
Ongeveer een kilometer buiten Steinthaleben is een voormalige grindgroeve. Hier is een klein leefgebied ontstaan met veel kikkers, vissen, insecten en vogels. Daarnaast is er een aanzienlijke hoeveelheid van lisdodden gegroeid.

## Klimaat
Steinthaleben behoort tot de neerslagarmste regio's van Duitsland.

## Geschiedenis
In het ontstaan van het huidige dorp Steinthaleben bieden twee vroege historische begraafplaatsen belangrijke informatie. In de grindgroeve aan de zuidelijke rand, werd een graf uit de koningstijd in Thüringen (454-531) geborgen. De bijbehorende nederzetting moet in het huidige dorp gedacht worden. In de 11e eeuw werd op het huidige grondgebied van Steinthaleben de Reichenburg Kyffhausen gebouwd. Uit deze tijd stamt waarschijnlijk ook de oorsprong van de nederzetting Rathsfeld ("het gerooide veld"). In elk geval werd het dorp in een verkoopakte uit het jaar 1268, het jaar waarin het dorp aan het Klooster Walkenried werd overgedragen, beschreven als verlaten nederzetting. Vermoedelijk heeft het gebrek aan water de kolonisten gedwongen op te geven. Pas in 1698 bouwden de Graven van Schwarzburg op deze plek een barok jachtslot.
De eerste schriftelijke vermelding van Steinthaleben stamt uit het jaar 1093, het oprichtingsjaar van het Benedictijnerklooster Miminde, later Bursfelde, in Dransfeld aan de Weser.  De aartsbisschop van Mainz Ruothard bezegelt daarin, dat een Graaf Heinrich en zijn vrouw Gertrud eerdergenoemd nieuw opgerichte klooster, naast vele andere bezittingen, ook enkele onroerende goederen uit Berga, Dalheim ("Talsiedlung") en de molen bij Kalvern (Kelbra), enz. heeft nagelaten. In de kredietbrief van 1205 van Paus Innocentius III voor het klooster Walkenried wordt op deze plek ook een wijnboerderij als onderpand bevestigd. Later verschijnt de plaats in officiële documenten van Walkenried als Thaleheim(1209), Dalehn (1211), Thalheim (1215) en zelfs in 1506 nog als Talheym. De oorspronkelijke naam voor het dorp suggereert een van oorsprong Frankische naam. Pas sinds de 16e eeuw duikt de plaats als Thaleben (1525 Talleyben) op, in de volgende eeuwen, ook al als Steinthaleben, maar het duurde tot 1927 voor dit de officiële benaming werd.
De wijnbouw moet een lange bloeitijd gekend hebben. Twee wijnmeesters uit Steinthaleben zijn bij naam bekend: John van Bartholfelde (1345-1354) en Hans von Tullede (1390). De gebiedsnamen Weinberg, Mönchenberg en Keltertal herinneren hier nog aan.
Sinds de 13e eeuw verschijnen met name in de getuigschriften van biechtoorkonden, ridders die vernoemd zijn naar Thalheim.
Wanneer de Reformatie in Steinthaleben plaatsvond, is onbekend. Het klooster Walkenried wilde waarschijnlijk graag zo lang mogelijk, zijn bezittingen in het dorp behouden. In 1543 verkocht abt Paul van Walkenried het klooster samen met de bijbehorende houtkapperijen, zes Hufen land, een schapenhouderij en het bakhuis voor 840 Florentijnse gulden aan de Graaf Günther van Schwarzburg (graaf van Schwarzburg). Aangezien een aflossing niet heeft plaatsgevonden is het dorp sinds die tijd Schwarzburger bezit gebleven. Steinthaleben werd onderdeel van het Prinsdom Schwarzburg-Rudolstadt. Pas na de overgang van het bezit van het klooster aan Schwarzburg kan de Reformatie zijn verspreid.
Uit een gedetailleerd verslag van de overleden geheime archivaris Bangert leren we in aanvulling op de Frankenhäuser Zeitung in mei 1921 interessante details over de hoge accommodatie- en contributielasten en op de harde sancties die werden toegepast bij niet betalen.  Sinds november 1631 vallen ook de Zweedse troepen onder deze sub-regel. In november 1632 kwamen meer dan 50 Pappenheimse ruiters de Thalleber berg af, en bestormden de stad Kelbra en namen deze in.
Rond het midden van de 16e eeuw werd in de bergen van Kyffhäuser met de koperleisteen- mijnbouw begonnen. De vele afvalbergen en Pingen , gaten in de grond door instorting van mijngangen, in de omgeving van Rahtsfeld en het omringende gebied getuigen ervan dat de afgraving gedurende eeuwen heeft plaatsgevonden. De opbrengst was altijd zeer laag.
Aan een laatste poging om het erts op grotere schaal  uit het diepe binnenste van de berg te delven dankt de Barbarossa-grot haar ontdekking in 1865.

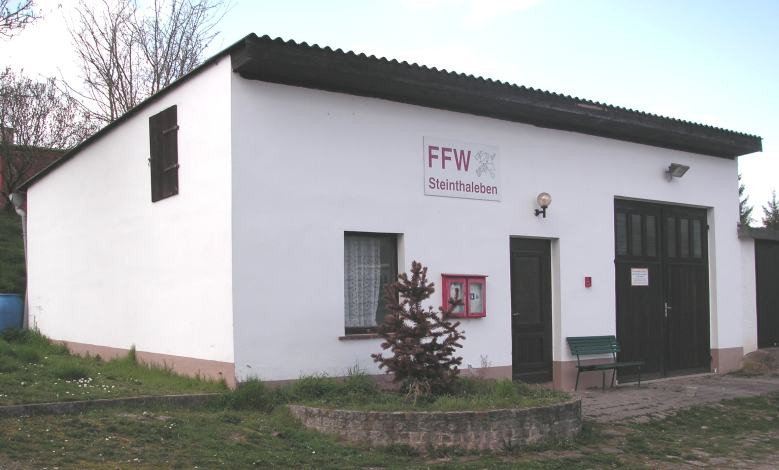
Behuizing van de vrijwillige brandweer

In 1868 werd de vrijwillige brandweer van Steinthaleben gesticht. Er is een apart huis met een garage voor de auto's.
Na het einde van de Eerste Wereldoorlog, aan het einde van november 1919, ontstond de Vrijstaat Schwarzburg-Rudolstadt, dat in 1920 in het nieuwe land Thüringen opging. Ten tijde van de DDR, was er in Steinthaleben een Freie Deutsche Jugend-pionierskamp op het grondgebied van het jachtverblijf Rathsfeld.